# Valcar-Travel & Service
Valcar-Travel & Service (UCI-teamcode: VAL) was een Italiaanse wielerploeg voor vrouwen, die tussen 2017 en 2022 deel uitmaakte van het peloton. In de eerste twee jaar heette de ploeg Valcar PBM en in 2019 Valcar-Cylance.
In het debuutjaar 2017 werden de voornaamste resultaten op de weg en op de baan geboekt door Elisa Balsamo. Zij was in dat jaar de regerend wereldkampioene bij de junioren. Op 7 juli, tijdens de Giro Rosa kwam Claudia Cretti zwaar ten val; ze werd drie weken in coma gehouden, waarna een lange revalidatie volgde. In 2018 werd het team versterkt met o.a. Maria Giulia Confalonieri, die overstapte van het ter ziele gegane Lensworld-Kuota. In dat jaar won Elisa Balsamo de Omloop van Borsele en de GP Bruno Beghelli en Marta Cavalli won het Italiaans kampioenschap op de weg.
Voor 2019 kwam Alice Maria Arzuffi over van Bizkaia-Durango, neoprof Vittoria Guazzini maakte haar debuut en halverwege het seizoen kwam Elena Pirrone over van Astana Women's Team. Op 18 mei 2019 boekte Balsamo de eerste overwinning in de World Tour door de slotrit van de Ronde van Californië te winnen. Op 8 september won Chiara Consonni in Arnhem de slotrit van de Boels Ladies Tour. Gedurende het seizoen droeg Cavalli meerdere keren de licht blauwe trui als beste jongere in de World Tour.
In 2020 won Elisa Balsamo de slotrit van de Madrid Challenge in de Spaanse hoofdstad. In 2021 won Chiara Consonni de Ronde de Mouscron, Vuelta CV Feminas en de GP Plumelec-Morbihan. Balsamo won in maart de GP Oetingen en werd op 25 september in Vlaanderen wereldkampioene bij de elite. Later dat jaar won ze in de regenboogtrui de slotrit van The Women's Tour.
In 2022 won Ilaria Sanguineti Dwars door het Hageland en Eleonora Gasparrini won de MerXem Classic. Consonni won o.a. Dwars door Vlaanderen, Dwars door de Westhoek en de negende etappe van de Giro Donne. Silvia Persico won de vierde etappe van de Ronde van Spanje en ze werd vijfde in de Ronde van Frankrijk. In januari won ze brons op het wereldkampioenschap veldrijden in de Verenigde Staten en in september won ze eveneens brons op het wereldkampioenschap op de weg in Australië.

## Bekende rensters
Italianen
- Martina Alzini (2017)
- Alice Maria Arzuffi (2019, 2021-2022)
- Elisa Balsamo (2017-2021)
- Marta Cavalli (2017-2020)
- Maria Giulia Confalonieri (2018-2019)
- Chiara Consonni (2018-2022)
- Claudia Cretti (2017)

- Eleonora Gasparrini (2021-2022)
- Vittoria Guazzini (2019-2021)
- Dalia Muccioli (2017-2019)
- Asja Paladin (2018-2019)
- Silvia Persico (2017-2022)
- Elena Pirrone (juni 2019-2022)
- Ilaria Sanguineti (2018-2022)
- Miriam Vece (2017-2022)

Overig
- Olivia Baril (2022)
- Teniel Campbell (2020)
- Anastasia Carbonari (2022)
- Karolina Kumięga (2022)
- Elizabeth Stannard (2021-2022)
- Margaux Vigie (2020-2022)

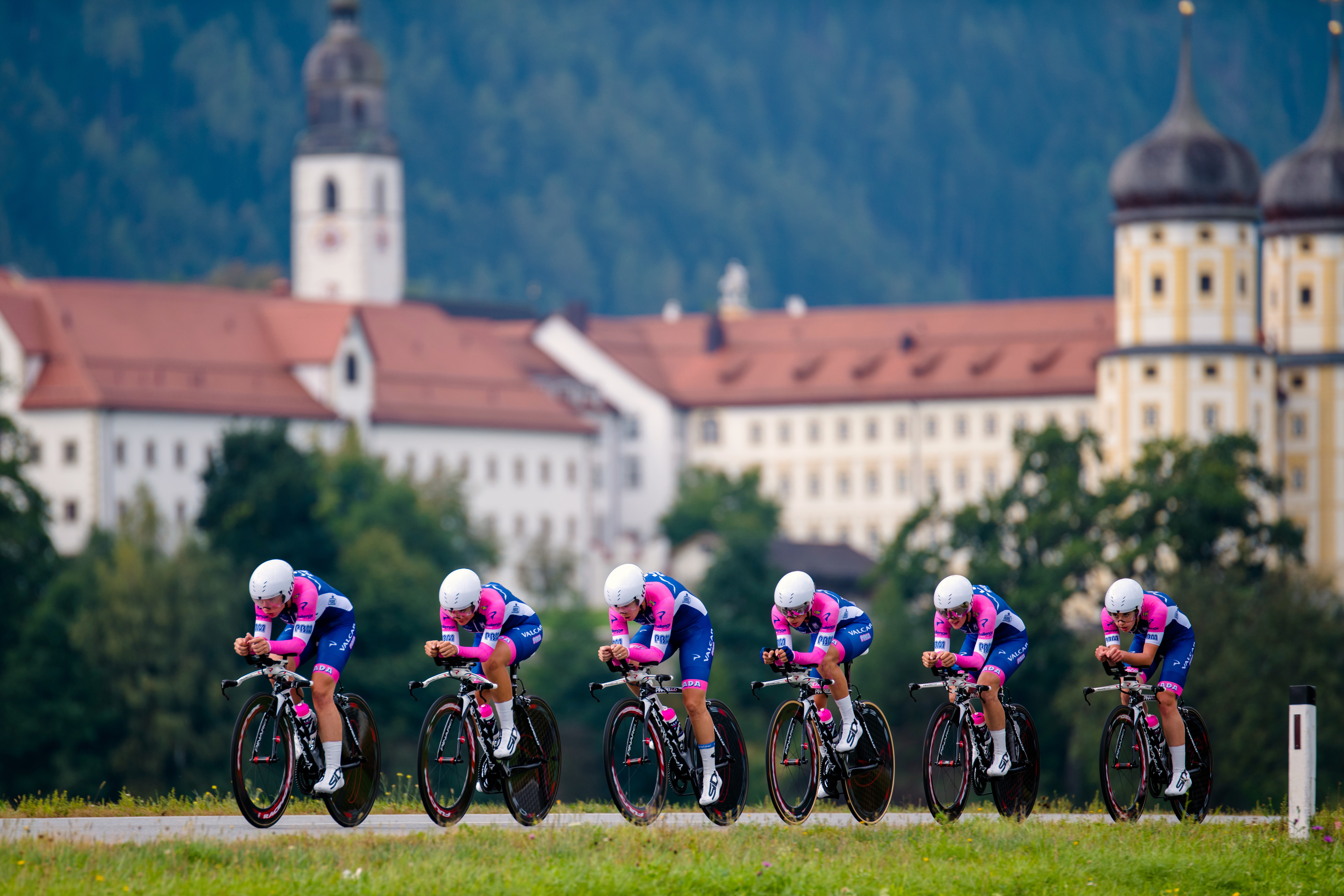
Op het WK ploegentijdrit 2018 in Innsbruck
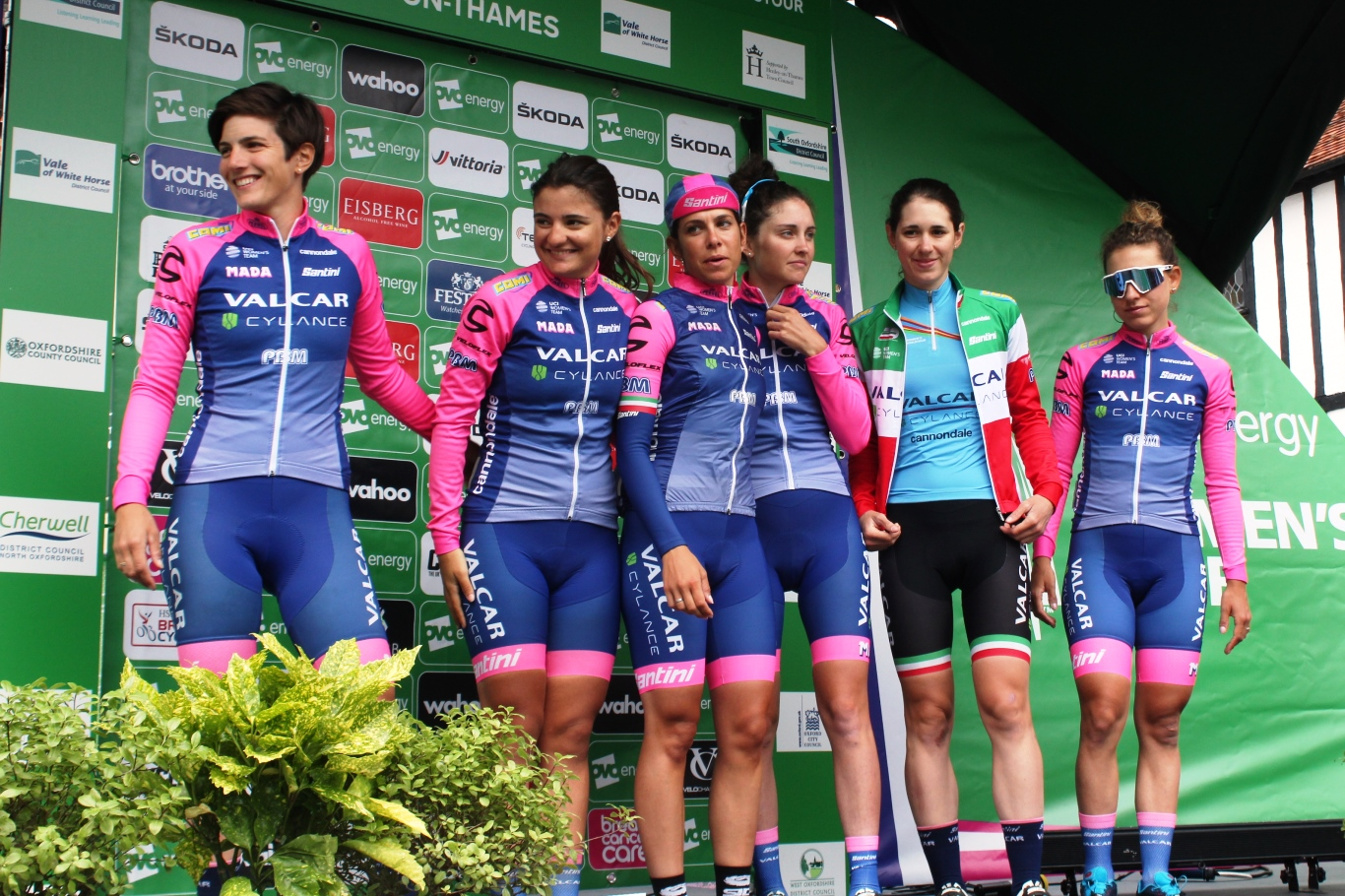
De ploeg in The Women's Tour 2019
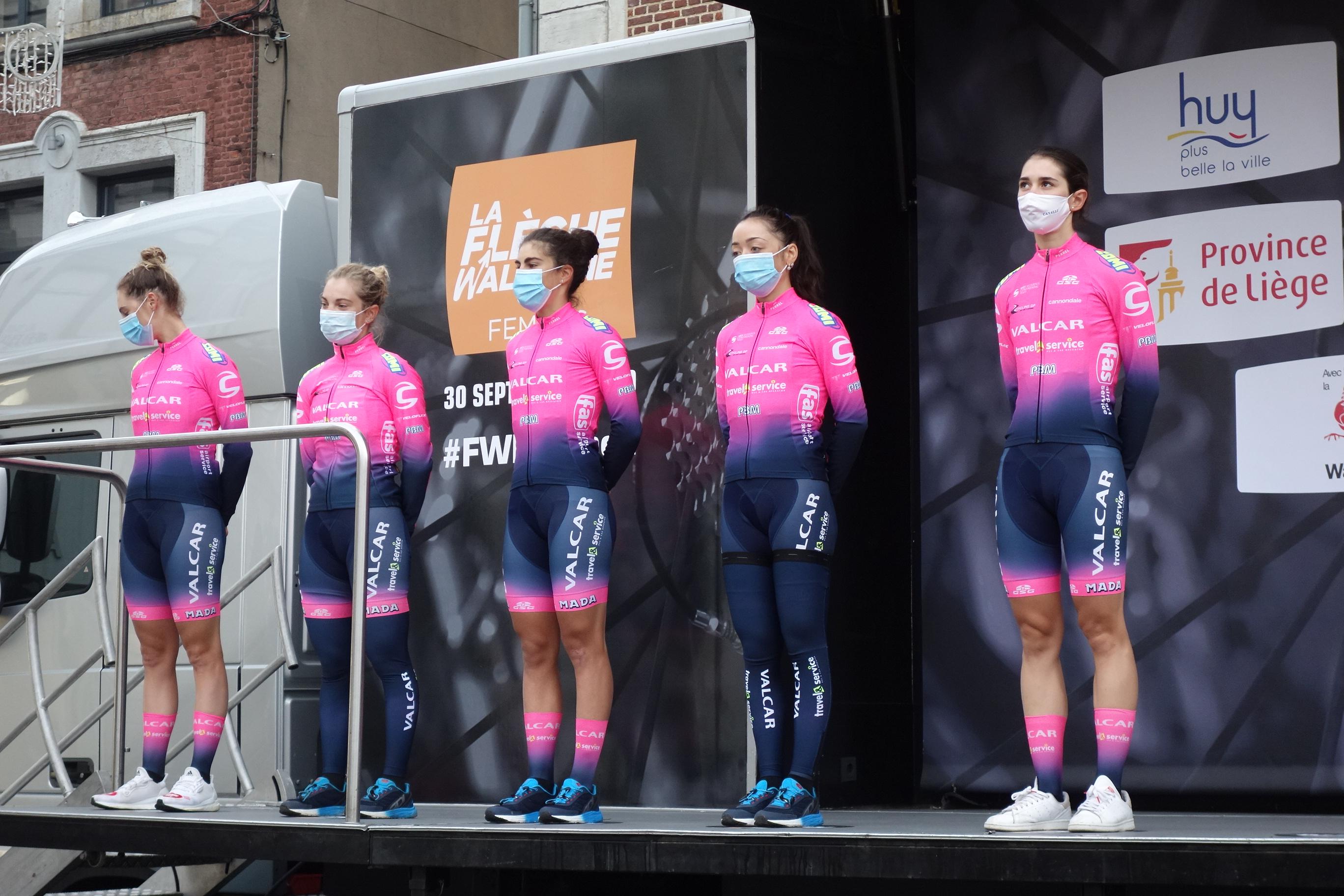
In de Waalse Pijl 2020
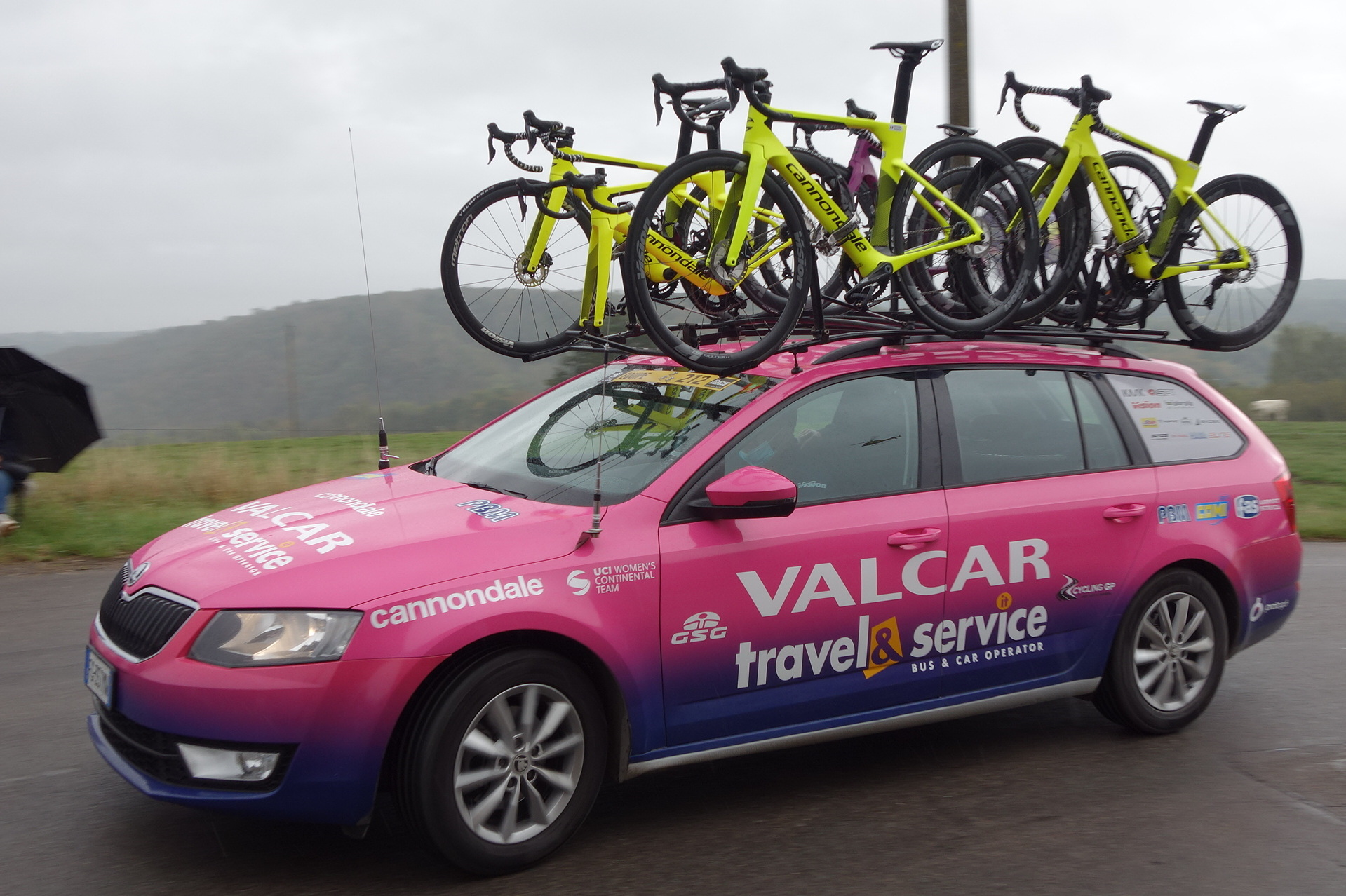
Ploegleiderswagen
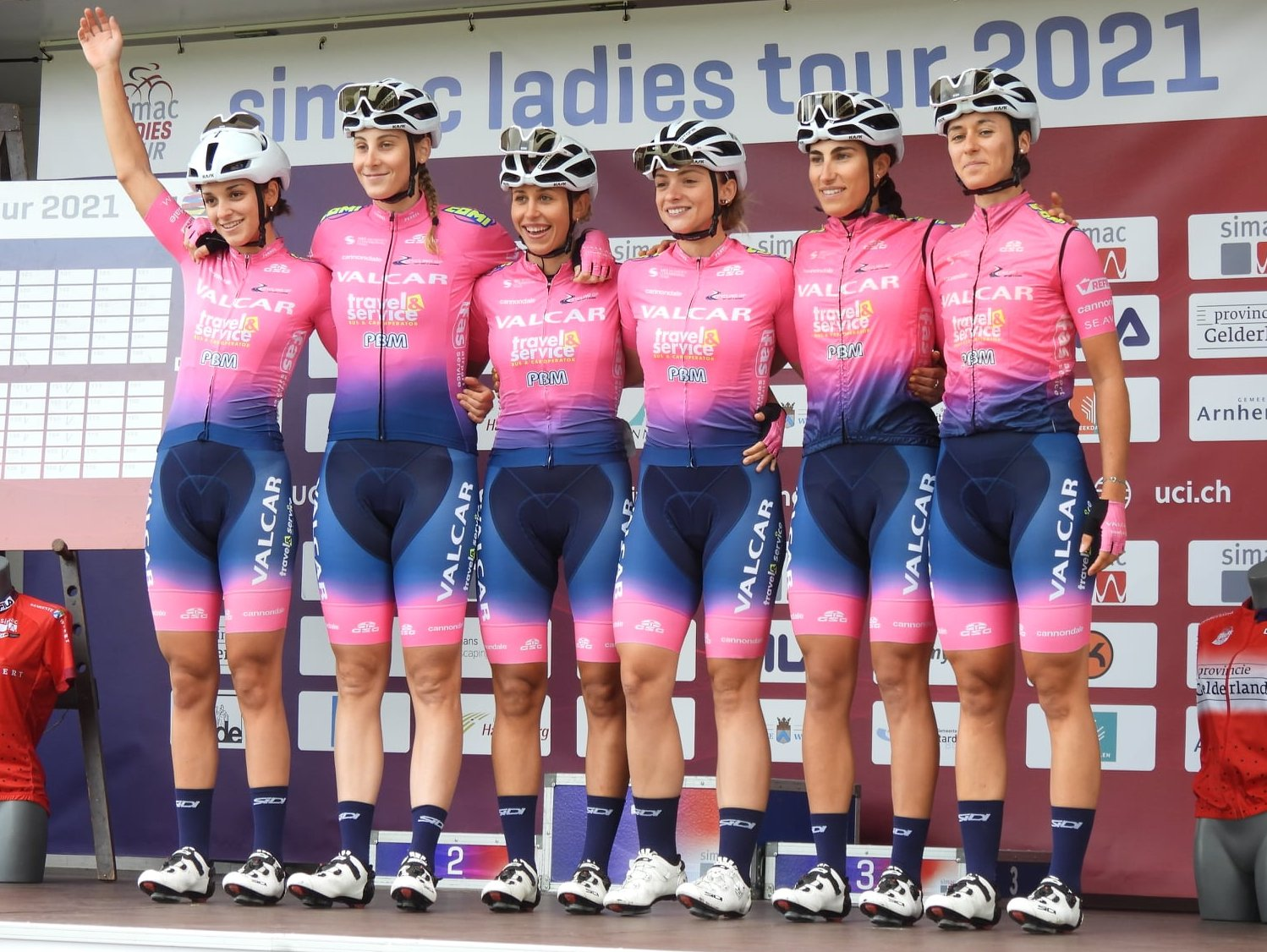
Simac Ladies Tour 2021
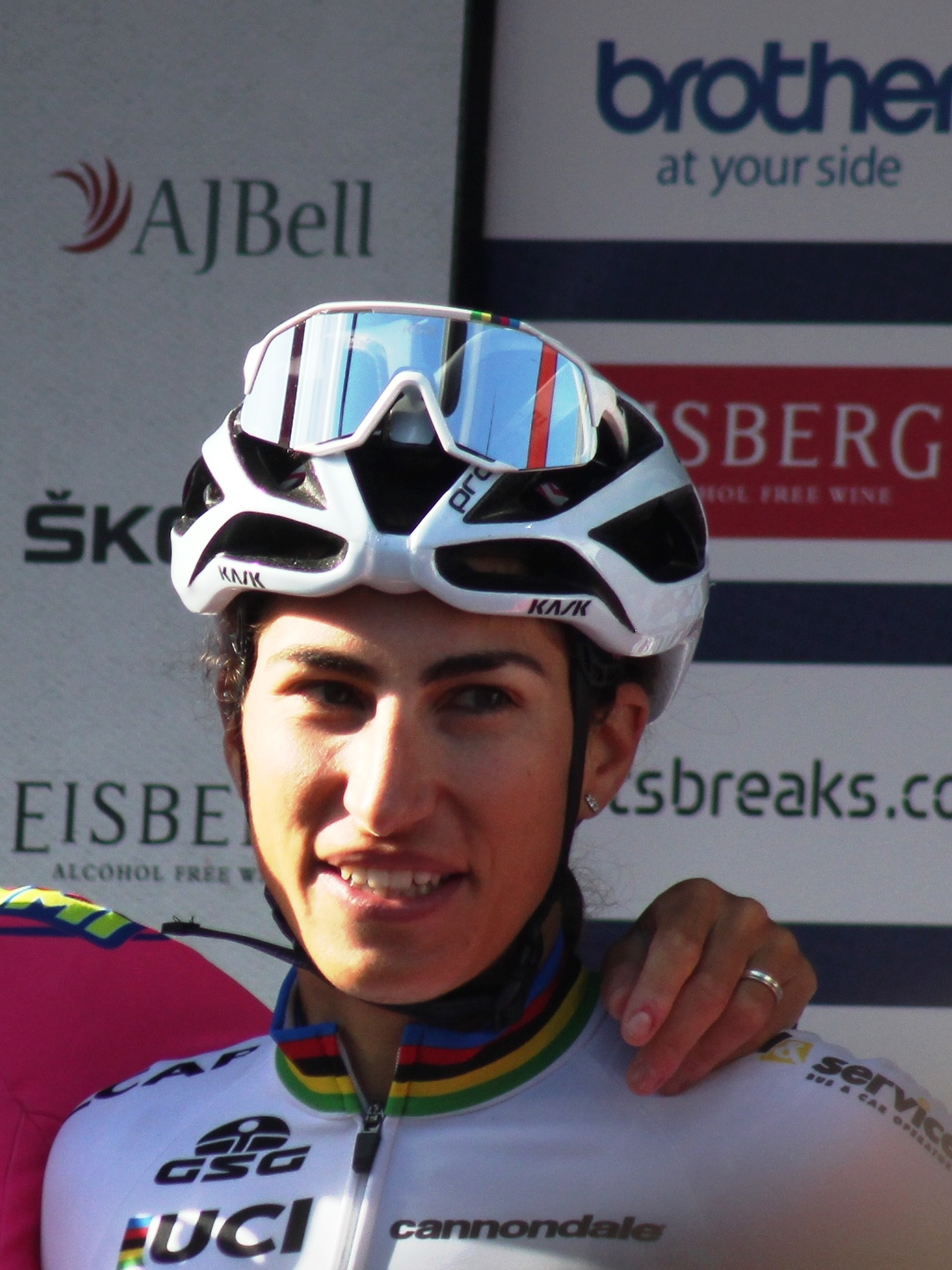
Wereldkampioene Elisa Balsamo in 2021
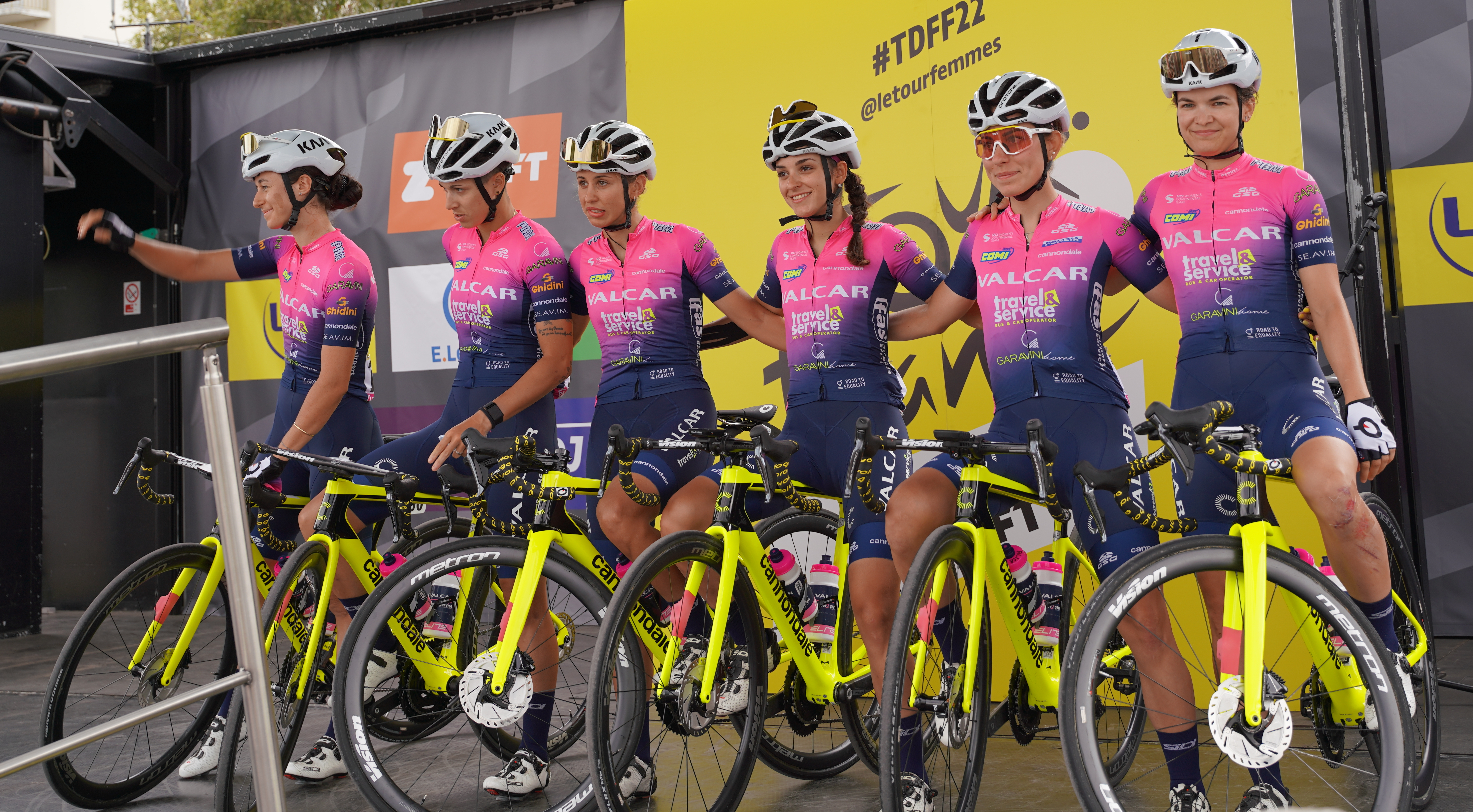
Het team in de Tour de France Femmes 2022
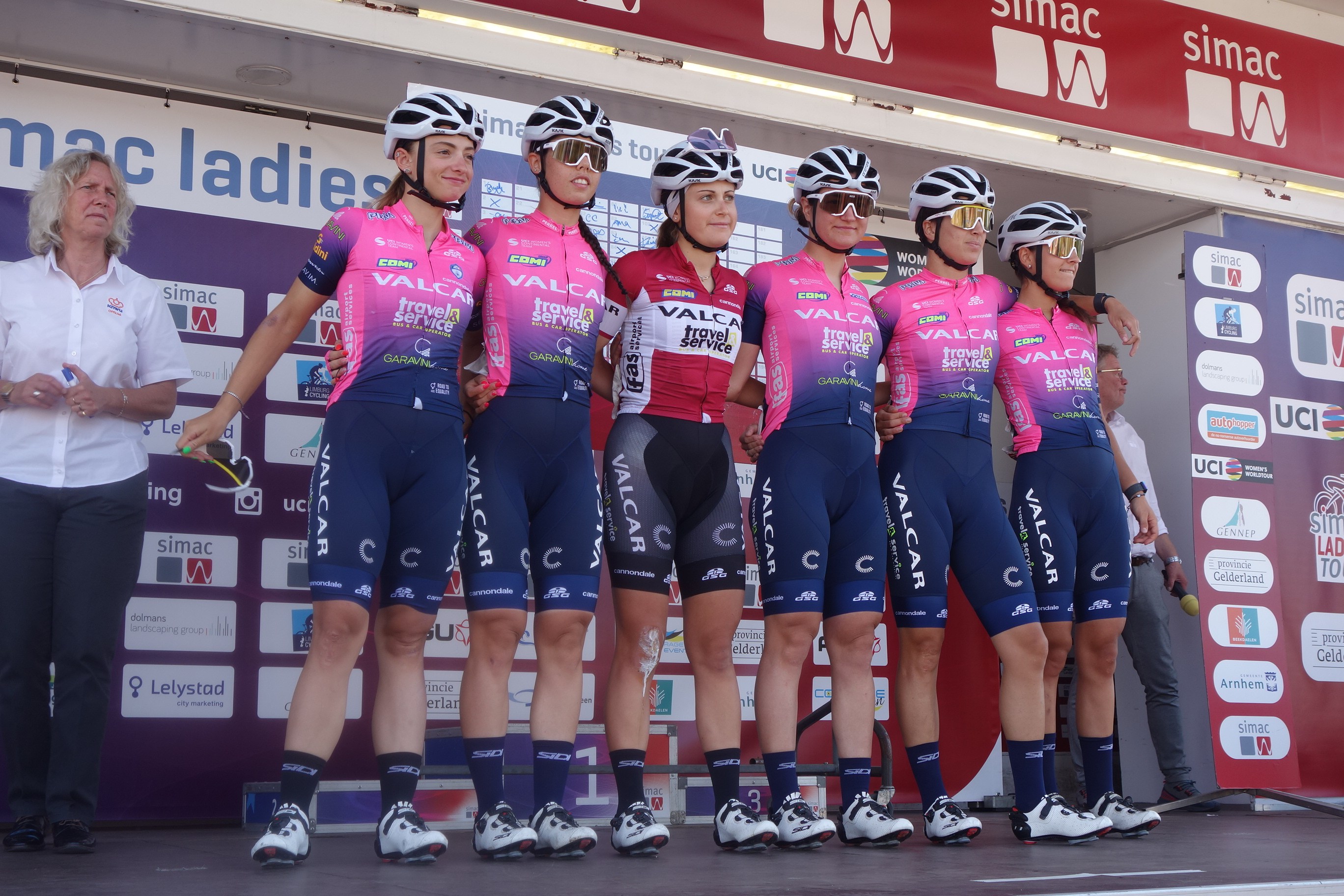
Simac Ladies Tour 2022

## Belangrijke overwinningen

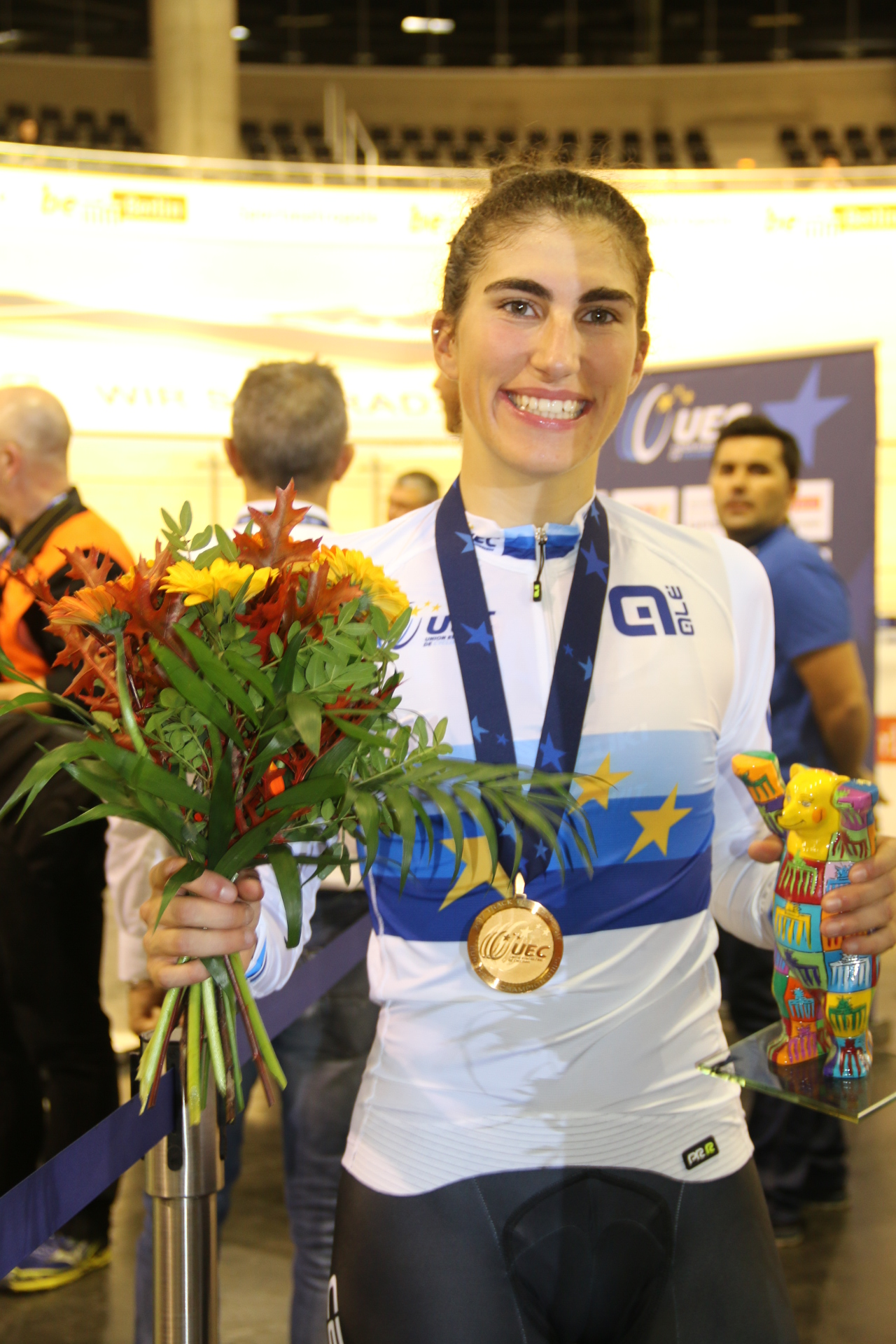
Europees kampioen Balsamo in 2017.

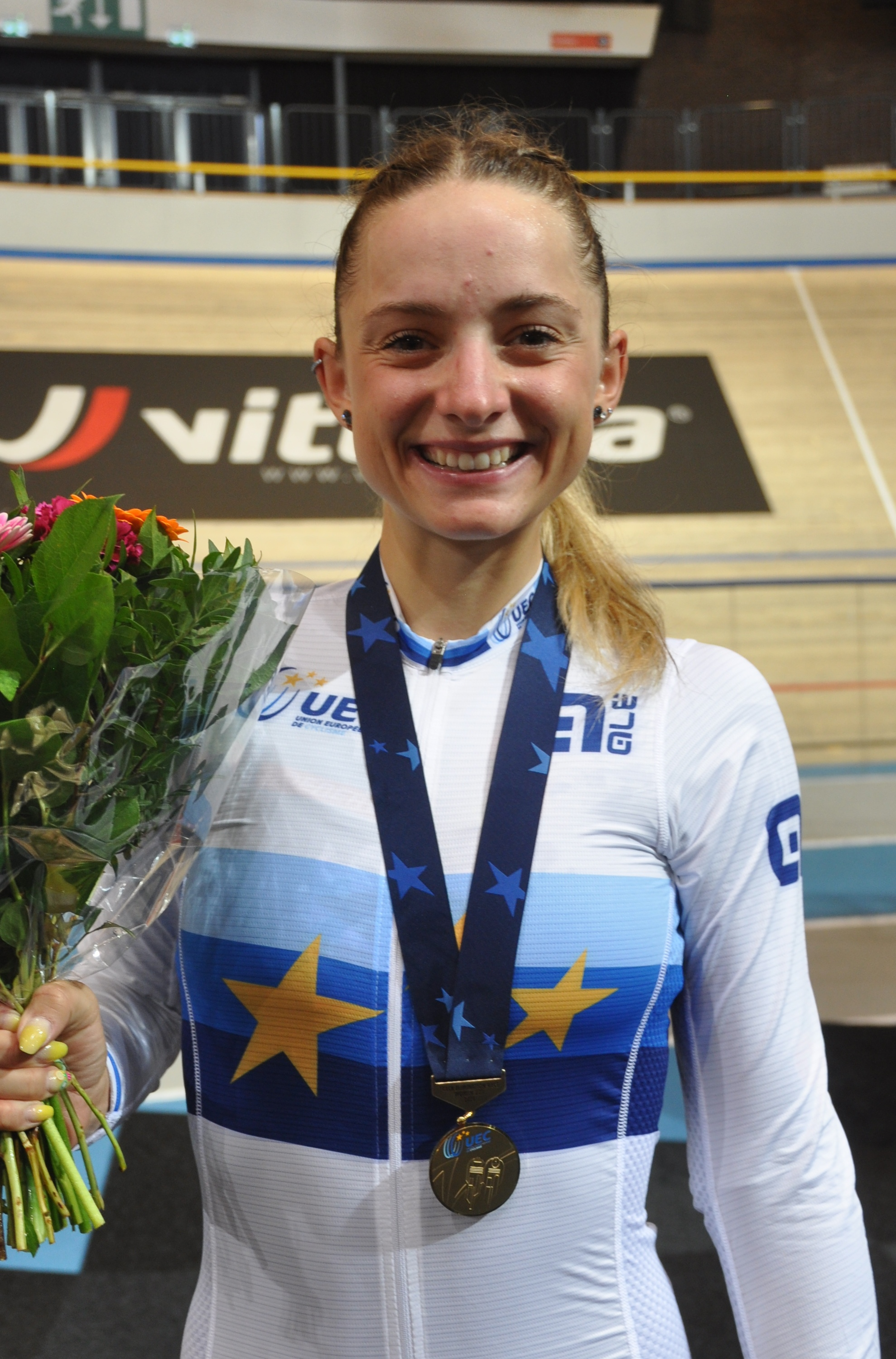
Europees kampioene Consonni in 2021.

2017
Sprintklassement Giro della Toscana, Elisa Balsamo
2018
Omloop van Borsele, Elisa Balsamo
GP Bruno Beghelli, Elisa Balsamo
2019
3e etappe Ronde van Californië (WWT), Elisa Balsamo
5e etappe Boels Ladies Tour (WWT), Chiara Consonni
1e etappe Giro delle Marche, Marta Cavalli
2e etappe Giro delle Marche, Elisa Balsamo
Trofee Maarten Wynants, Elisa Balsamo
Dwars door de Westhoek, Elisa Balsamo
2020
3e etappe Madrid Challenge by La Vuelta (WWT), Elisa Balsamo
2021
Ronde de Mouscron, Chiara Consonni
Vuelta CV Feminas, Chiara Consonni
GP Plumelec-Morbihan, Chiara Consonni
GP Oetingen, Elisa Balsamo
6e etappe The Women's Tour (WWT), Elisa Balsamo
2022
Dwars door het Hageland, Ilaria Sanguineti
MerXem Classic, Eleonora Gasparrini
GP Ciudad de Eibar, Olivia Baril
3e etappe Giro della Toscana, Karolina Kumięga
Dwars door Vlaanderen, Chiara Consonni
Dwars door de Westhoek, Chiara Consonni
Flanders Diamond Tour, Chiara Consonni
9e etappe Ronde van Italië (WWT), Chiara Consonni
GP van Isbergues, Chiara Consonni
Gran Premio della Liberazione, Silvia Persico
Memorial Monica Bandini, Silvia Persico
4e etappe Ronde van Spanje (WWT), Silvia Persico

## Kampioenschappen

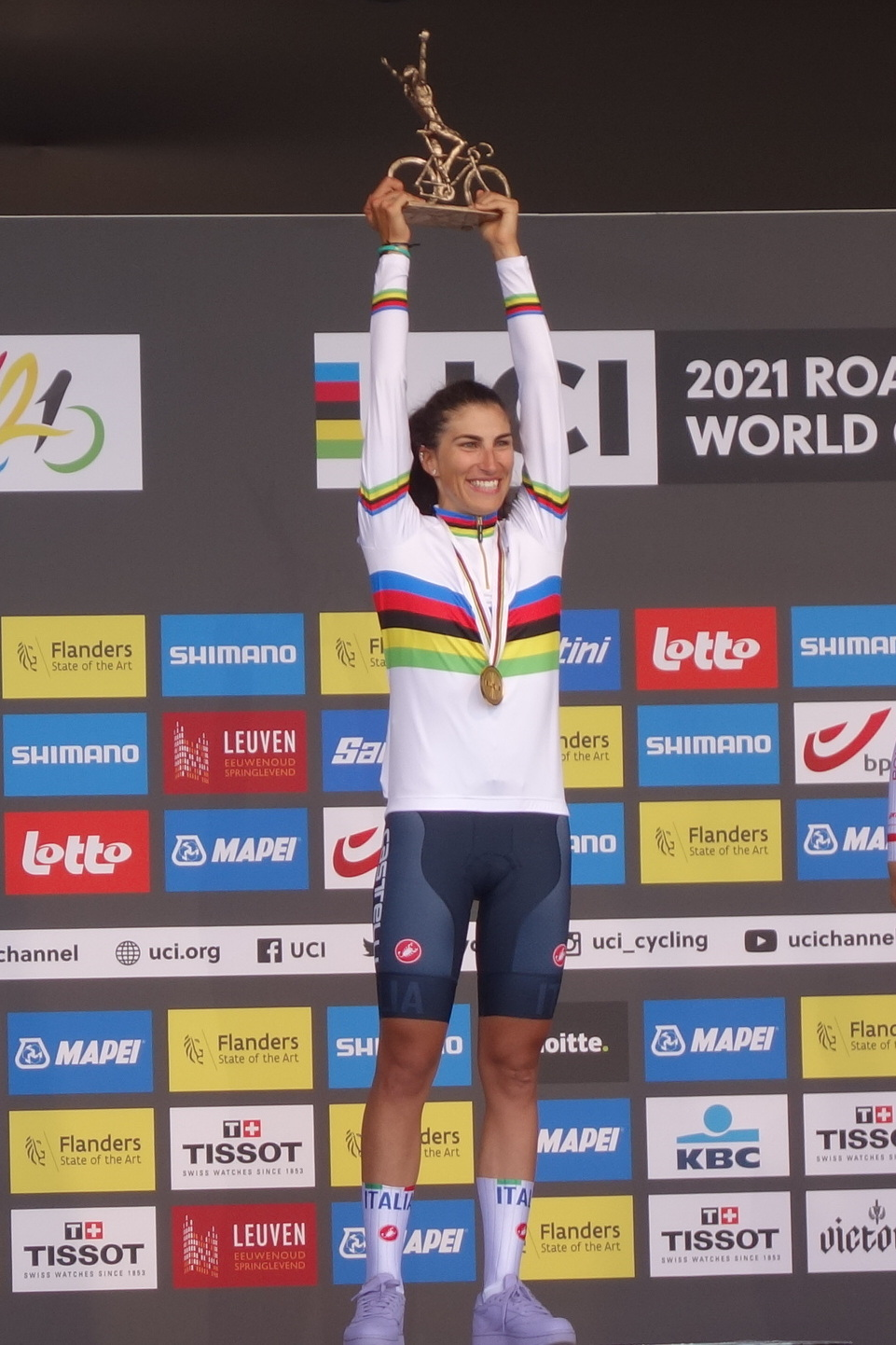
Wereldkampioen Elisa Balsamo in 2021.

2017
 Europees kampioen op de baan elite (ploegenachtervolging), Elisa Balsamo
 Europees kampioen op de baan U23 (ploegenachtervolging), Marta Cavalli en Elisa Balsamo
 Europees kampioen op de baan U23 (omnium), Elisa Balsamo
2018
 Italiaans kampioen op de weg, Marta Cavalli
 Europees kampioen op de baan (puntenkoers), Maria Giulia Confalonieri
 Italiaans kampioen op de baan (koppelkoers), Elisa Balsamo en Maria Giulia Confalonieri
2019
 Europees kampioen op de baan U23 (ploegenachtervolging), Marta Cavalli, Elisa Balsamo, Vittoria Guazzini (en Letizia Paternoster)
 Europees kampioen op de baan U23 (koppelkoers), Elisa Balsamo (met Letizia Paternoster)
2020
 Europees kampioen op de weg U23, Elisa Balsamo
 Europees kampioen op de baan U23 (ploegenachtervolging), Marta Cavalli, Vittoria Guazzini, Chiara Consonni (en Martina Fidanza)
 Europees kampioen op de baan U23 (koppelkoers), Chiara Consonni (met Martina Fidanza)
2021
 Wereldkampioen op de weg (elite), Elisa Balsamo
2022
 Lets kampioen op de weg, Anastasia Carbonari